# Спілка Учасників, Ветеранів, Інвалідів АТО та бойових дій
Спілка Учасників, Ветеранів, Інвалідів АТО та бойових дій (СУВІАТО) — українська неприбуткова громадська організація, що захищає інтереси учасників, ветеранів, інвалідів АТО та бойових дій, а також сімей військових, які загинули на фронті.

## Історія
ГО «СУВІАТО» заснована у жовтні 2014 року. Ініціаторами створення стали учасники АТО, громадські активісти, учасники Революції Гідності та волонтери. Основу організації складають бійці регулярних частин української армії, добровольчих батальйонів та волонтери.

## Мета
Згідно Статуту, Організація проголошує своєю метою:
- сприяння консолідації і координації зусиль учасників, ветеранів та інвалідів бойових дій, що брали безпосередню участь в антитерористичній операції (далі — АТО) в Україні, сімей загиблих, військовополонених і тих, хто зник безвісти під час АТО в Україні;
- їх об'єднання з метою більш ефективного використання наявних можливостей у забезпеченні захисту їх соціальних, економічних, юридичних та політичних прав; надання їм оздоровчої, медичної, психологічної, моральної та матеріальної допомоги, у тому числі сприяння вирішенню їх житлових проблем;
- допомога сім'ям загиблих військових в АТО.

## Члени і осередки
Членами Спілки, — окрім учасників, ветеранів та інвалідів бойових дій, є також інші небайдужі громадяни.
На даний момент Організація має структурні підрозділи у таких регіонах: Київській, Чернігівській, Дніпропетровській, Житомирській, Львівській, Луганській та Черкаській областях, а також містах: Київ, Рівне, Житомир.

## Активність
Формою активності Організації є:
- доставка продуктів харчування, медикаментів та військового спорядження у зону бойових дій;
- координація військовослужбовців на фронті та після війни;
- забезпечення медико-психологічної реабілітації учасникам та ветеранам АТО;
- надання юридичної допомоги з питань пільг і соціальних гарантій учасникам та ветеранам АТО;
- сприяння в отриманні статусу учасника бойових дій;
- допомога в працевлаштуванні учасників та ветеранів АТО;
- психологічна та матеріальна підтримка родин учасників АТО;
- допомога постраждалим внаслідок бойових дій;
- сприяння розшуку військовополонених та зниклих безвісти;
- розвиток соціальних проектів та волонтерських рухів;
- привертання уваги суспільства до теми війни та проблем учасників АТО.

## Ветеранський будинок[1]

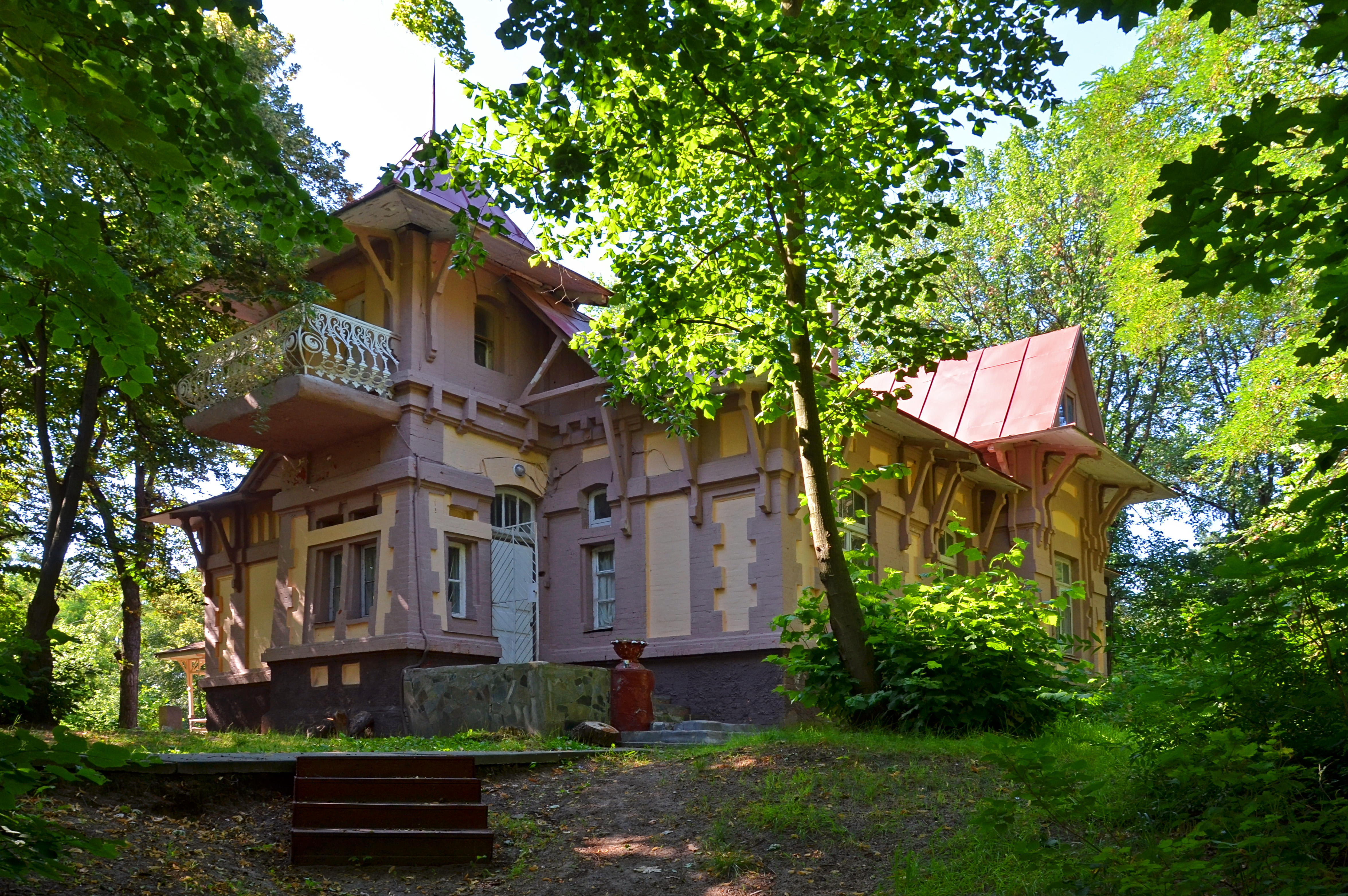

Одним із значних проектів організації є відкриття Ветеранського будинку в м. Ірпінь у 2015 році, який призначений для проживання, підтримки, спілкування і соціальної адаптації ветеранів та учасників бойових дій, які перебувають у складних життєвих обставинах.
Будинок є своєрідною «стартовою платформою», на базі якої демобілізовані учасники АТО можуть почати якісно нове життя та поступово адаптуватись у мирному середовищі. Забезпечуючи базові потреби ветеранів (житло та харчування), проект вивільняє найцінніший ресурс — час на себе, щоб зорієнтуватись у мирному житті, здобути нові професійні навички, покращити свій психологічний та фізичний стан та знайти ресурс для подолання складних життєвих обставин. Робота проводиться за індивідуальною програмою, яка складається відповідно до запиту та потреб кожного бійця.
Постійна присутність соціального працівника, індивідуальна робота з психологом (щонайменше один сеанс на тиждень), групова робота з психологом або арттерапія (двічі на тиждень), консультації юриста — за індивідуальним запитом, масаж — двічі на тиждень. Кожного дня є окремий захід відповідно до плану (майстер-клас, тренінг, культурний захід, навчальні курси).

## Цікаві факти
1. ГО «СУВІАТО» стала ініціатором створення першого в Україні реабілітаційного центру для ветеранів АТО на базі Інституту медицини і праці у м. Києві.
2. Заступник голови організації Володимир Гринюк — наймолодший Герой України.